# Борго Санта Марија Имаколата (Терамо)
Борго Санта Марија Имаколата (итал. Borgo Santa Maria Immacolata) је насеље у Италији у округу Терамо, региону Абруцо.
Према процени из 2011. у насељу је живело 2491 становника. Насеље се налази на надморској висини од 32 м.